# Joseph Fessio
Joseph Fessio (n. 10 de enero de 1941) es un sacerdote jesuita, fundador y editor de la editorial Ignatius Press. Fue uno de los fundadores y educadores de la Universidad Ave María hasta marzo de 2007. 

## Educación
Joseph Fessio fue al colegio Bellarmine College Preparatory en San José, California, desde 1954 hasta 1958. Antes de entrar al noviciado jesuita en 1961, completó los estudios de pregrado en Ingeniería Civil en la Universidad de Santa Clara, California. Entró al noviciado el 7 de septiembre de 1961. Antes de ser ordenado sacerdote católico obtuvo el título B.A. (en 1966) y el M.A. (en 1967) en Filosofía por la Universidad Gonzaga en Spokane, Washington. Fue ordenado sacerdote el 10 de junio de 1972. Entonces ya había obtenido el título de M.A. en Teología por sus estudios en Lyons, Francia. 
En 1975, alcanzó el grado de doctorado en teología por la University of Regensburg, Alemania Occidental. Su director de tesis fue Joseph Ratzinger, predecesor del Papa Francisco. El tema de su tesis fue "The Ecclesiology of Hans Urs von Balthasar".

## Experiencia como profesor y como administrador
- 1966 - 1967 fue profesor de filosofía en la Universidad Gonzaga en Spokane, Washington
- 1967 - 1969 fue profesor de filosofía en la Universidad de Santa Clara, California. Y fue cofundador y Director de Project 50.
- 1974 - fue profesor de Teología Sistemática y Espiritual en la Universidad de San Francisco en San Francisco, California
- 1976 - Fundó el St. Ignatius Institute, Universidad de San Francisco, San Francisco, California
- 1978 - Fundador y editor de Ignatius Press
- 2002- Cofundador y Canciller de Universidad Ave María
- 2007 - Residente en Universidad Ave María[1]